# História do Togo

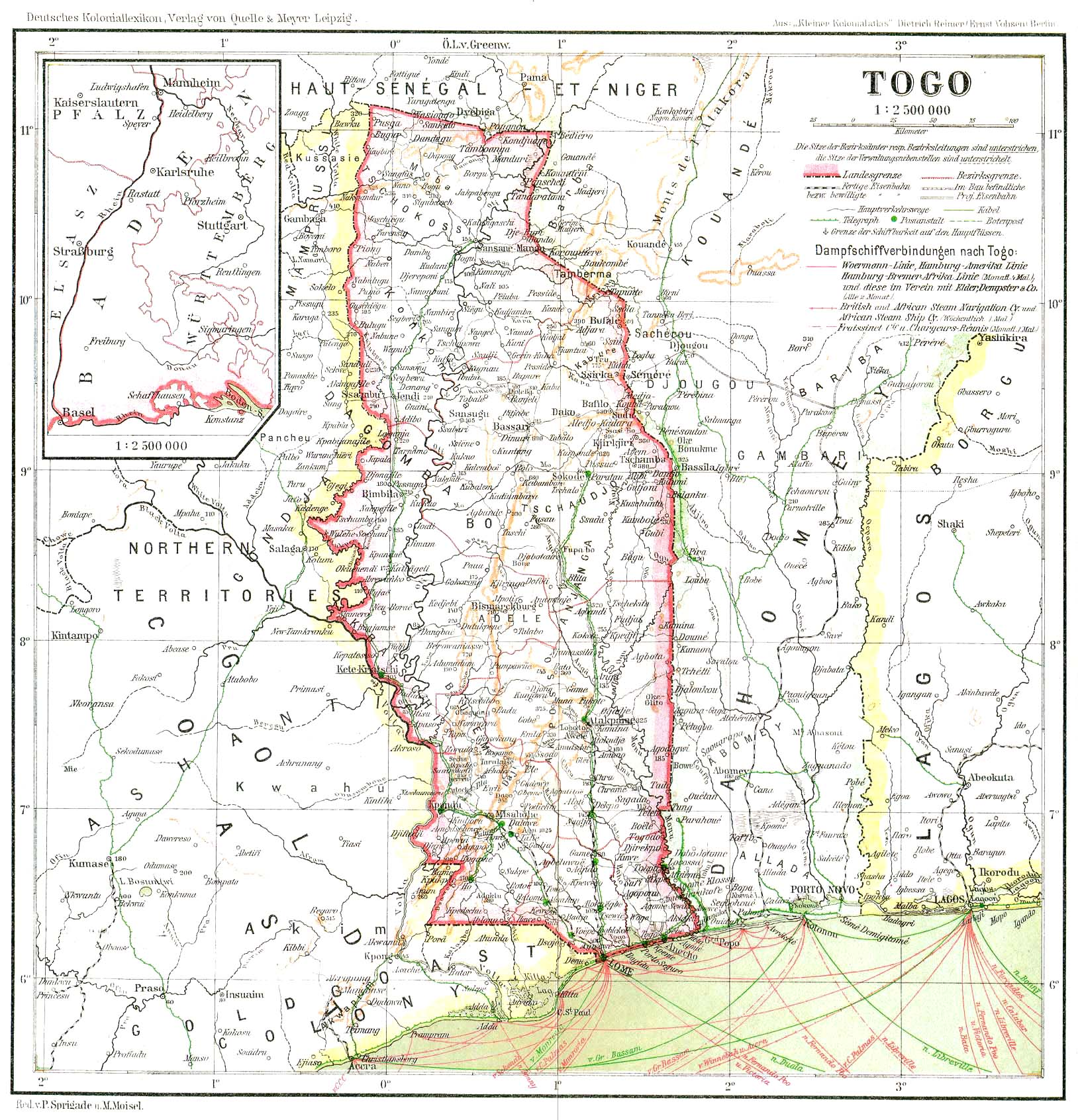
Togo

A história do Togo pode ser rastreada até os povos que eram capazes de produzir cerâmica e processar estanho. Durante o período do século XI ao século XVI, vários povos entraram na região. A maioria delas se estabeleceu em áreas costeiras. Os portugueses chegaram no final do século XV, seguidos por outras potências europeias. Até o século XIX, a região costeira era um grande centro de comércio de escravos, rendendo ao Togo e à região ao redor o nome de "Costa dos Escravos". Em 1884, a Alemanha reivindicou um protetorado costeiro, que cresceu para o interior até se tornar a colônia alemã de Togolândia em 1905. Seguiu-se a dominação pela Grã-Bretanha e pela França. A República Togolesa tornou-se independente em 1960.

## Fatos históricos
A região do Togo possui achados arqueológicos que indicam que antigos habitantes locais eram capazes de produzir cerâmica e processar estanho.
Do século XIV ao XVI, povos de língua jeje, provenientes da Nigéria, colonizaram o atual território do Togo. Outras tribos de língua ane (ou mina) emigraram de regiões hoje ocupadas por Gana e Costa do Marfim, depois do século XVII. Durante o século XVIII, os dinamarqueses praticaram na costa de Togo um bem-sucedido comércio de escravos. Até o século XIX, o país constituiu uma linha divisória entre os estados pré-coloniais de Axânti e Daomé. 
Em 1847 chegaram alguns missionários alemães e, em 1884, vários chefes da região costeira aceitaram a proteção da Alemanha. Assim como outras potências coloniais da época, a Alemanha foi rápida em afirmar seus direitos sobre o interior. Dessa forma, anexou rapidamente 85.000 km² de território em apenas alguns anos. Os alemães fundaram o porto de Lomé e estabeleceram uma economia de plantação, particularmente na região de Palimé, que era ideal para o cultivo de cacau e café. Entretanto, a chegada dos alemães encontrou maior resistência dos africanos no norte do território. Assim, a revolta dos cabiés (1890) e a dos concombas (1897-1898) tiveram de ser violentamente reprimidas. Afirmada sua dominância pela força no território, a Alemanha encorajou seus cidadãos a se estabelecerem na colônia, sob o nome Togolândia, oferecendo-lhes concessões em termos muito vantajosos. Também construiu a infraestrutura necessária para a exploração do Togo (algodão e cacau em particular), como as linhas ferroviárias, utilizando enormes quantidades de trabalho forçado.
Os alemães foram expulsos durante a Primeira Guerra Mundial e, em 1922, a Liga das Nações dividiu o Togo entre o Reino Unido e a França. Em 1946, esses dois países colocaram seus territórios sob a custódia das Nações Unidas. Em 1960 a porção britânica foi incorporada ao território da Costa do Ouro (atual Gana), enquanto os territórios franceses se transformaram na República Autônoma de Togo em 1956. O país conquistou a independência completa em 1960, embora tenha continuado a manter estreitas relações econômicas com a França.
As relações do Togo com Gana foram difíceis enquanto Kwame Nkrumah presidiu o país vizinho, mas melhoraram após sua deposição. Durante a década de 1960, assassínios políticos e golpes de estado culminaram em 1967 com a ascensão do general Étienne Gnassingbe Eyadema ao poder. Uma nova constituição foi adotada em 1979 e Eyadema proclamou a terceira república togolesa. Em 1982, o fechamento de fronteiras decretado por Gana para conter o contrabando resultou em conflitos entre os dois países. Em 1985, o regime de Eyadema começou a se liberalizar. O general convocou em 1991 uma Conferência Nacional que suspendeu a constituição e elegeu Joseph Koffigoh, um civil, para o cargo de primeiro-ministro.
Em 2006 concordam em formar um governo de transição o governo e a oposição.